# 사바나 (고양이)
사바나(Savannah)는 샴고양이와 서벌을 교배해 만든 품종이다.
성격이 온순하고 사람을 잘 따르며 교배가 매우 어려워 희귀 품종이다.
하지만, 성격이 매우 온순하고 활발해서 많은 사랑을 받지만 
더운 기후에 적응을 해서 항상 온도를 맞춰 주어야한다.
물을 좋아하고 물을 두려워하지 않는다.
뛰어오르기를 잘해 최대 2m 넘게 뛰어오를 수 있다.

## 같이 보기
- 벵갈 (고양이)
- 쵸시
- 하일랜더 (고양이)
- 정글고양이
- 세렝게티 (고양이)